# FN's klimakonference 2009
FN's klimakonference 2009 (eng.: United Nations Climate Change Conference 2009) var en international konference om klimaændringer, der var arrangeret af FN og som fandt sted i Bella Center i København mellem 7. og 18. december 2009. Konferencen var samtidig den 15. Conference of the Parties i UNFCCC (COP 15) og det 5. møde mellem parterne fra Kyoto-aftalen (COP/MOP 5). Ifølge Bali-køreplanen skulle der vedtages en plan for klimapolitikken efter 2012 på mødet. Forud for konferencen blev der afholdt en videnskabelig konference: Climate Change: Global Risks, Challenges and Decisions, der fandt sted i marts 2009, ligeledes i Bella Center. Konferencen blev ledsaget af en lang række protester og demonstrationer.

## Det danske formandskab
Det danske formandskab blev i den indledende fase varetaget af klima- og energiminister Connie Hedegaard, men onsdag den 16. december officielt overdraget til statsminister Lars Løkke Rasmussen. Den danske delegation måtte opgive at få det bebudede forslag til juridisk bindende sluttekst fremsat for forsamlingen. Lørdag den 19. december fandt man en kompromisløsning.

## Deltagere i konferencen
Over hundrede statsledere fra hele verden deltog i konferencen, for størstedelens vedkommende i den anden uge. Den mest prominente deltager i konferencen er nok USA's præsident, Barack Obama, der landede i København den 18. december kl. 8.55 og forlod Danmark kl. 23.15. Han deltog i løbet af dagen i en række lukkede møder, bl.a. med Kinas premierminister, Wen Jiabao.
Blandt de øvrige prominente gæster kan nævnes en række europæiske ledere som Frankrigs præsident Nicolas Sarkozy, Storbritanniens premierminister, Gordon Brown og Tysklands kansler, Angela Merkel. Fra den øvrige verden møder Canadas premierminister Stephen Harper og Zimbabwes præsident, Robert Mugabe op.

## Forhandlingspositioner

### USA
USA tager udgangspunkt i et forhandlingsoplæg, hvor landet skal bidrage til reduktionen af CO2-udledningen med 17% i forhold til 2005-niveauet. Hertil kommer en plan for bevarelse af skovvæksten, som formentlig støttes af Brasilien.

### EU
28. januar 2009 frigav Europa-Kommissionen et positionspapir, "Towards a comprehensive climate agreement in Copenhagen". Positionspapiret "addresses three key challenges: targets and actions; financing [of "low-carbon development and adaptation"]; and building an effective global carbon market".

### Udviklingslandene
G77-gruppen, som omfatter en række af de fattigste ulande og har Sudan som talsmand, har kritiseret det danske formandskabs ledelse af de indledende forhandlinger, hvor de fattigste landes krav om bl.a. mere udviklingsbistand angiveligt blev negligeret. Bl.a. Kina bakkede op bag kritikken af proceduren. Maldivernes præsident gjorde stort indtryk med sine indlæg, især citatet "you can't argue with Mother Earth".

## Resultater
Intensive forhandlinger mellem 26 statsledere, med Obama i spidsen, betyder, at der er opnået enighed om en "accord", dvs. en aftale, der er mindre ambitiøs end den oprindeligt annoncerede juridisk bindende aftale. Denne "accord", som senere kom til at hedde Copenhagen Accord, blev formelt anerkendt på et afsluttende møde lørdag i UNFCCC (UN Framework Convention on Climate Change).
Konsekvensen af aftalen er, at "de lande, der vælger at skrive under på aftalen, skal indberette deres mål for begrænsninger i udslippene af drivhusgasser til et anneks til selve aftalen. Der vil blive foretaget en international evaluering af, hvilke lande der opfylder deres mål, og hvilke der ikke gør. Der bliver imidlertid ingen muligheder for sanktioner mod lande, der ikke når deres mål."
Det næste mål er, at der senest i december 2010 skal udarbejdes en konkret juridisk bindende aftale.

## Alternative arrangementer
I forbindelse med COP15 afholdtes en række arrangementer, der tilsigtede at bidrage med nye ideer til klimaforbedringer.
Bl.a. afholdt Ritt Bjerregaard en konference på Rådhuset i København med deltagelse af en række borgmestre fra forskellige storbyer verden over, samt Californiens guvernør, Arnold Schwarzenegger. På Rådhuspladsen i København var der opført en klimaby med forskellige aktiviteter.

## Kunstinstallationer
Der var en lang række kunstinstallationer i forbindelse med miljø-topmødet. Seven Meters var en 24 kilometer lang lys kæde af blinkende røde lygter i 7 meters (vand)højde igennem hele København og rundt omkring Bellacentret, for at markere hvor højt vandet ville nå, hvis havene steg 7 meter. Projektet blev støttet at Udenrigsministeriet.

## Protester og demonstrationer
I forbindelse med COP15 er der blevet afholdt en række demonstrationer i København. Demonstrationerne har været organiseret af forskellige NGO-grupperinger, fx Climate Justice Action. Den største af demonstrationerne fandt sted lørdag den 12. december og havde deltagelse af op imod 100.000 mennesker. Demonstrationerne har haft forskellige formål, og langt de fleste demonstrerende har været fredelige. Op imod 3.000 aktivister forsøgte mandag den 14. december at trænge ind i Forsvarsministeriet. Den 16. december forsøgte op mod 3.000 aktivister at trænge ind på Bella Centrets grund. Begge aktioner blev forhindret af politiet. Tre Greenpeace-aktivister, der havde skaffet sig adgang til dronningens festmiddag for konferencedeltagerne, blev varetægtsfængslet indtil 17. januar.
Under hele topmødet havde billedhuggeren Jens Galschiøt udstillet sine Seven Meters-skulpturer overalt i København. Skulpturerne skulle sætte fokus på de katastrofer som følger af den globale opvarmning.

## Ekstern henvisning
- COP15 hjemmeside Arkiveret 13. december 2009 hos  Wayback Machine
- Copenhaguen 2009: UN Chronicle Special Edition Arkiveret 28. april 2014 hos  Wayback Machine

| Klima | Spire Denne artikel om klima og klimaforandringer er en spire som bør udbygges. Du er velkommen til at hjælpe Wikipedia ved at udvide den. |

55°38′N 12°35′Ø / 55.64°N 12.58°Ø